# Sataspes
Sataspes (řecky Σατάσπης) byl perský šlechtic, navigátor a velitel kavalérie za dob Achaimenovské říše. Přes matku byl synovcem krále Darea I. a bratrencem krále Xerxa I. Jeho jméno se skládá z perského „sat“ (100 smutných) a „asp“ (kůň). Snad i kvůli této shodě je mu přičítán také počátek používání termínu „koňská šířka“.

## Život
Sataspes žil okolo roku 500 př. n. l., s jistotou zemřel před rokem 486 př. n. l.
Sataspes byl odsouzen k smrti nabodnutím na kopí za únos a znásilnění Megabyzovy dcery. Jeho matka Atossa však naléhala svého synovce Xerxa, aby byl její syn ušetřen. Xerxés I. dal na její naléhání a trest smrt změnil na úkol obeplout Afriku. Sataspes proto dostal egyptskou loď a posádku a podle příkazu se plavil mezi Herkulovými sloupy (přes Gibraltarský průliv), odkud pokračoval na jih. Výprava se vlekla dlouhé měsíce, ale on se nehodlal vrátit domů, aniž by úspěšně dokončil úkol. Ostatně by ho v tom případě čekala poprava. Na nejvzdálenějším místě, kam se dostal, viděl „podivný kmen trpaslíků, kteří byli oděni do šatů vyrobených z listů palem.“ (Viděl patrně Pygmeje.) Tam se však jeho loď zasekla, patrně vplula na Benguelský proud, posádka se vzepřela a odmítla plout dál. Sataspres se proto musel vrátit do Egypta okolo severozápadního pobřeží Afriky netuše, že kdyby jeho výprava pokračovala, měl by před sebou cestu zhruba stejně dlouhou a úkol by dokončil. V Egyptě jeho omluvy král Xerxés nepřijal a nechal ho popravit.